# 데니스 데이

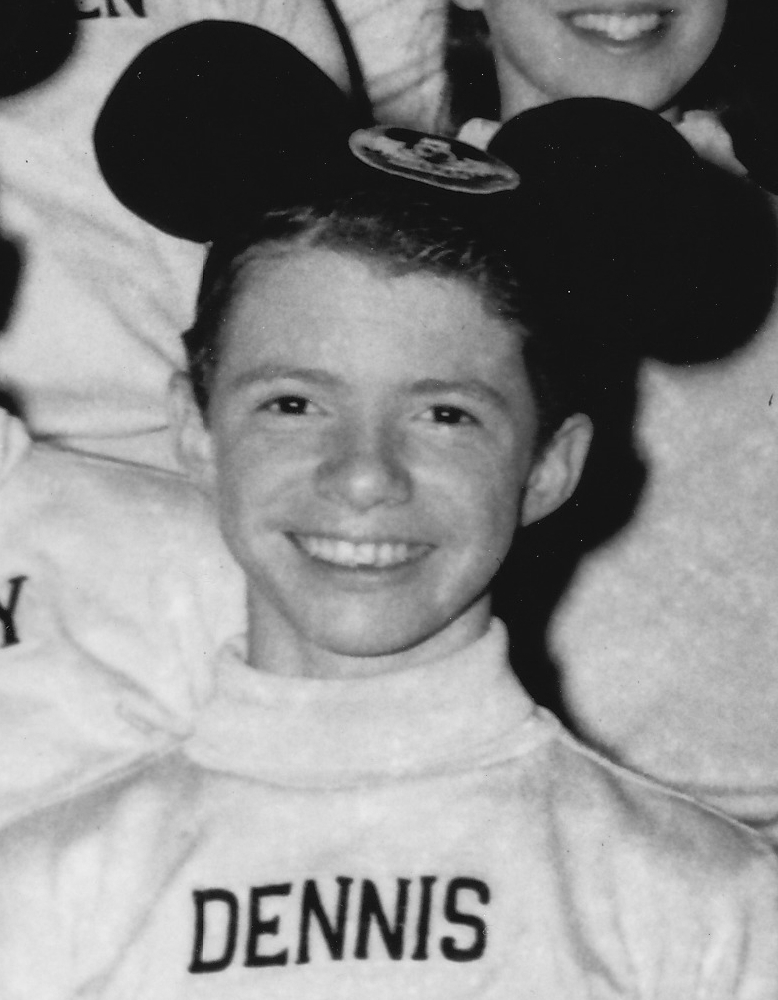

데니스 데이(Dennis Day, 1942년 7월 12일 ~ 2018년 7월)는 댄서, 배우, 텔레비전 배우이다.
라스베이거스에서 태어났으며 잭슨군 (오리건주)에서 사망하였다.

## 영화
- 언컷 (1997년)
- 스팅스트 맨 인 타운 (1978년)
- 프로스티스 윈터 원더랜드 (1976년)
- 더 걸 넥스트 도어 (1953년)
- 골든 걸 (1951년)
- 아윌 겟 바이 (1950년)
- 메이크 마인 래프 (1949년)
- 조니 애플시드 (1948년)
- 멜러디 타임 (1948년)